# Pedro Espinosa Lorenzo
Pedro Espinosa Lorenzo (Gáldar, Gran Canaria, Canarias, 1934 - Las Palmas de Gran Canaria, 10 de septiembre de 2007) fue un pianista y pedagogo español.

## Biografía
Espinosa era el tercer hijo del matrimonio formado por  Juana Lorenzo Domínguez y Baltasar Espinosa Perdomo, maestros, quienes tuvieron cinco hijos, entre ellos el poeta Baltasar Espinosa. La familia tenía la residencia familiar en la calle Aljirofe, en el municipio canario de Gáldar. Recibió sus primeras lecciones de piano bajo la atenta mirada de su madre, que falleció tempranamente. Su segunda profesora fue Amor Molina. El 16 de noviembre de 1949 cuando contaba sólo con 15 años, la Sociedad Filarmónica organizó un concierto en el Teatro Pérez Galdós, que le sirvió de presentación ante el público canario. En 1950 ingresó en el Real Conservatorio de Madrid, donde concluyó su carrera al año siguiente con Premio Extraordinario.
Este fue el comienzo de su imparable trayectoria ascendente del pianista, considerado por la Academia Ravel como uno de los tres más destacados intérpretes de concierto para la mano izquierda. 
Fue profesor y catedrático de piano del Conservatorio de Guadalajara entre los años 1986 y 1998. También fue profesor en el Real Conservatorio de Madrid y de Pamplona.
Es Hijo Predilecto de Gáldar desde el 2 de enero de 1988 y académico de la Real Academia Canaria de Bellas Artes de San Miguel Arcángel l desde ese mismo año. Da nombre al certamen regional de piano Pedro Espinosa, nacido en 1981, con la finalidad de potenciar la carrera de jóvenes pianistas canarios.
Tras su fallecimiento, la ciudad de Las Palmas de Gran Canaria reconoce a Espinosa con la denominación de una plaza.